# Schlüsselparty
Eine Schlüsselparty (engl. key party) ist eine meist private Veranstaltung, bei der mittels Auslosung Partner für eine Nacht ermittelt werden.
In der Regel läuft die Party so ab, dass die Männer bei der Ankunft ihren Auto- oder Wohnungsschlüssel in eine Urne geben. Am Ende der Party ziehen die Frauen dann einen Schlüssel und bestimmen so den Mann, mit dem sie nach der Party den Geschlechtsverkehr vollziehen. Die Veranstaltung wird daher in der Regel dem Swingen zugeordnet.

## In der Populärkultur
- Schlüsselparty in Texas (Originaltitel Una moglia americana, Film, 1965)
- Der Eissturm, Roman von Rick Moody (1994), verfilmt von Ang Lee (1997)
- Die wilden Siebziger, Staffel 1, Episode Der gute Sohn (1999)
- Der Grinch, Film von Ron Howard (2000)
- Um Himmels Willen, Staffel 1, Episode Romeo und Julia (2002)
- Der Bulle von Tölz, Episode Liebesleid (2005)
- Cold Case – Kein Opfer ist je vergessen, Staffel 4, Episode Der Schlüssel (2006)
- Life on Mars – Gefangen in den 70ern, Staffel 2, Episode Sex Partys (2007)
- King of the Hill, Episode The Peggy Horror Picture Show (2007)
- The Venture Bros, Episode Dr. Quymn, Medicine Woman (2008)
- Pushing Daisies, Episode Robbing Hood (2008)
- Das Büro, Episode Niagara (2009)
- Die Simpsons, Episode 500 Keys (2011)
- Modern Family, Staffel 9, Episode Spanks for the Memories (2018)
- Riverdale, Staffel 5, Episode Lock & Key (2021)